# Новопокровка (Челябинская область)
Новопокро́вка — посёлок в Варненском районе Челябинской области России. Административный центр Покровского сельского поселения.

## География
Рядом с посёлком расположено два озера: Солёное и Жидеколь. Расстояние до районного центра — села Варна составляет 17 км.

## Население
| 2002 | 2010  |
| ---- | ----- |
| 1301 | ↘1087 |

По данным Всероссийской переписи, в 2010 году численность населения посёлка составляла 1087 человек (525 мужчин и 562 женщины).

## Улицы
Уличная сеть посёлка состоит из пяти улиц и шести переулков.